# Sven Schwarz (remero)
Sven Schwarz (Haarlem, 3 de diciembre de 1964) es un deportista neerlandés que compitió en remo.
Ganó una medalla de plata en el Campeonato Mundial de Remo de 1990, en la prueba de cuatro sin timonel. Participó en dos Juegos Olímpicos de Verano, ocupando el quinto lugar en Barcelona 1992 y el noveno en Seúl 1988, en el cuatro sin timonel.

## Palmarés internacional
| Campeonato Mundial | Campeonato Mundial   | Campeonato Mundial | Campeonato Mundial |
| Año                | Lugar                | Medalla            | Prueba             |
| ------------------ | -------------------- | ------------------ | ------------------ |
| 1990               | Tasmania (Australia) | Medalla de plata   | Cuatro sin timonel |